# Hypochlorosis antipha
Hypochlorosis antipha är en fjärilsart som beskrevs av William Chapman Hewitson 1869. Hypochlorosis antipha ingår i släktet Hypochlorosis och familjen juvelvingar. Inga underarter finns listade i Catalogue of Life.

## Bildgalleri

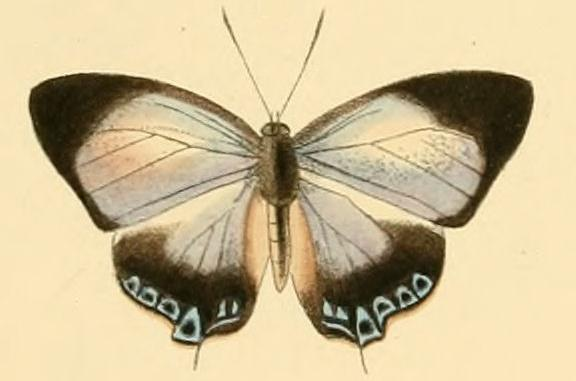